# Hercostomus acutilobatus
Hercostomus acutilobatus är en tvåvingeart som beskrevs av Liao, Zhou och Yang 2006. Hercostomus acutilobatus ingår i släktet Hercostomus och familjen styltflugor. Inga underarter finns listade i Catalogue of Life.